# Chiesa di San Nicola (Randazzo)
La chiesa di San Nicola è la più grande chiesa di Randazzo, situata nel quartiere greco. Si presenta come un complesso architettonico a croce latina imponente, rovinato dai bombardamenti anglo-americani.

## Storia
Le parti più antiche risalgono al XIII secolo e la sua struttura originaria era in stile normanno-svevo. 

### Epoca aragonese
I componenti di Casa d'Aragona, invisi alla potentissima famiglia Chiaramonte e i toni sempre accesi nell'annosa disputa tra fazione latina e catalana determinarono lo svolgimento di diverse sessioni itineranti del Parlamento Siciliano all'interno del tempio.

### Epoca spagnola
La chiesa fu ristrutturata nel 1591, come ricorda la lapide infissa sul lato sud della chiesa e successivamente nel 1605. Nel 1539 Randazzo fu per quattro mesi in preda ai soldati ribelli all'Imperatore Carlo V, che fecero un'incursione in Sicilia, mettendola a ferro e a fuoco. La città venne saccheggiata, e in tale occasione andò purtroppo distrutto il grande archivio storico custodito nella chiesa di San Nicola, che ne aveva allora il privilegio. Altri suoi privilegi furono la custodia della Cassa del Tesoro e quella dello Stendardo cittadino. In essa si celebravano, inoltre, le esequie dei Re defunti. La chiesa fu consacrata da mons. Moncada, arcivescovo di Messina, il 21 dicembre 1746.

### Epoca borbonica
Nel 1751, assieme alla chiesa di Santa Maria Assunta e alla chiesa di San Martino, fu insignita del titolo di collegiata, con facoltà di elezione delle dignità capitolari, e concessione dei privilegi canonicali, compresa la cappa di coro e l'ermellino, privilegi confermati dalla Santa Sede nel 1785.

## Descrizione

### Esterno

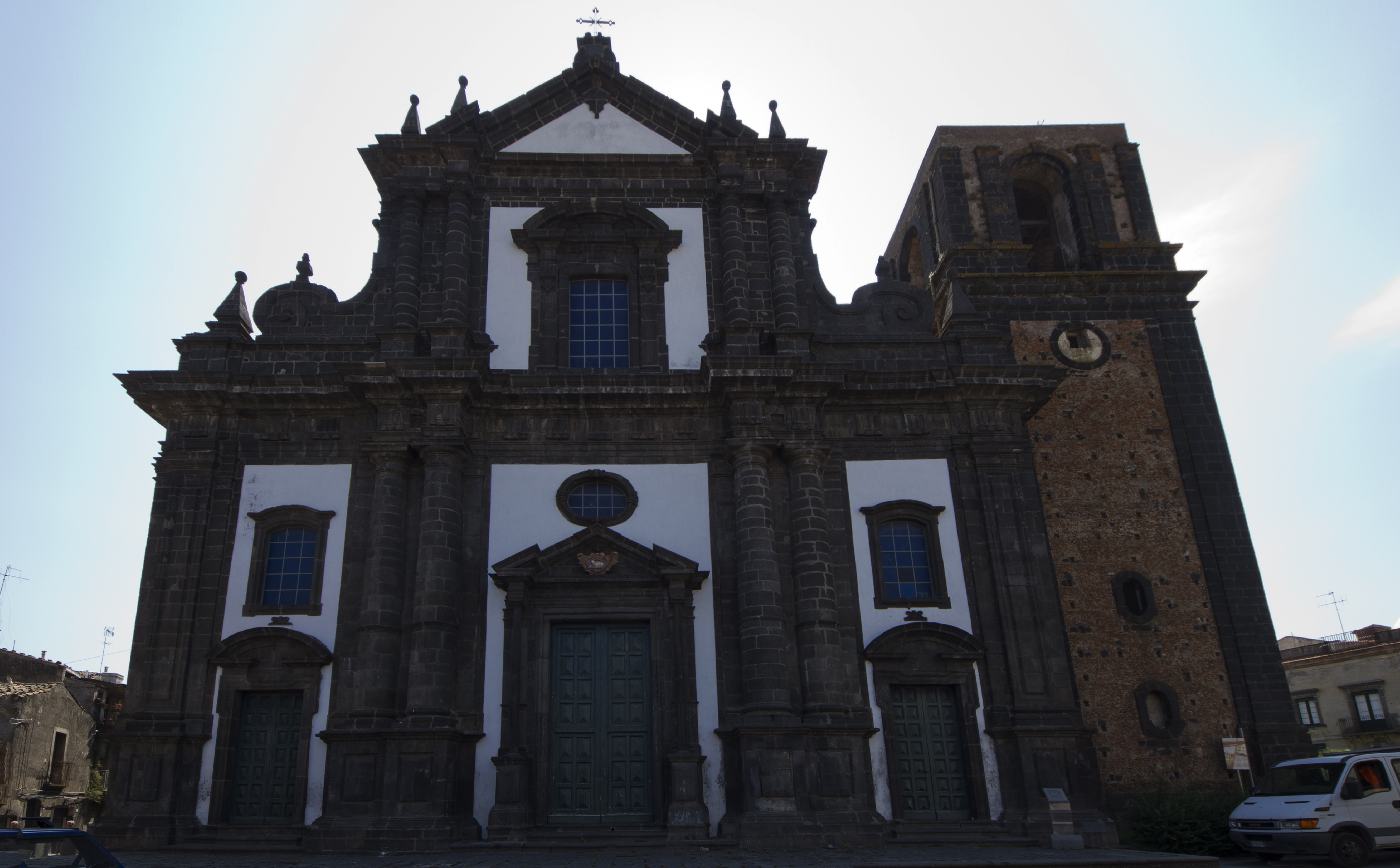
La facciata.

Dell'antica struttura normanna rimangono le absidi poligonali con archetti pensili e la merlatura, che risentono di un indirizzo artistico proveniente dalla Francia, dando loro l'aspetto di torrioni di fortezza. La facciata venne disegnata dal grande architetto Messinese Andrea Calamech, si tratta di un’imponente facciata con elementi classici in stile barocco. Sulla porta centrale lo stemma con l’Agnello Pasquale e a tal proposito gli storici municipali affermano che, in tempi remotissimi, la chiesa sia stata sede vescovile. La cupola, voluta dall'Arciprete Francesco Fisauli, venne costruita nel 1904 su progetto dell'Architetto Salvatore Priolo.

### Campanile
Cenni storici lo descrivono come un bellissimo campanile in stile arabo-normanno policromo. Il campanile attuale sostituì la bellissima torre campanaria in stile trecentesco. Minacciando rovina fin dal XVI secolo, fu fatta rinforzare con catene di ferro da Carlo V. Tuttavia fu distrutta dal grande terremoto del 1693. Fu ricostruito nell'anno 1783, un po’ tozzo e incompleto nella parte terminale del pinnacolo.

### Interno
L’interno della chiesa, completamente rifatto, subì danni gravissimi a seguito dei bombardamenti del 1943. È a tre navate divise da colonne. Le uniche opere salvatosi sono:
- Il fonte battesimale del XIII secolo in arenaria a forma esagonale, in stile gotico - bizantino,
- San Nicola,[1] statua marmorea, opera di Antonello Gagini del 1523 (è anche una statua miracolosa perché essa sanguinò durante una grande carestia e subito dopo cessò la mortalità)
- Il crocifisso dipinto
- Un quadro raffigurante Gesù con i discepoli ad Emmaus
- Il Cristo fonte di grazia
- La Trinità del 1651
- Il monumento funebre della nobildonna Flavia Romeo, risalente alla prima metà del Seicento e conservato in origine nella chiesa di San Domenico, demolita nel secondo dopoguerra. Il monumento fu smontato e trasferito nella chiesa di San Nicola. L’aspetto attuale del monumento funebre non è completo, in quanto i due putti che reggono lo stemma della famiglia Romeo, non furono assemblati e oggi giacciono abbandonati in un angolo della chiesa.[5]
- Un Trittico di scuola Antonelliana del sec. XV raffigurante la Madonna tra le Sante Agata e Lucia.
- Una tavola raffigurante la Madonna con il Bambino e san Giacomo Apostolo il Maggiore, tempera di autore ignoto della seconda metà del XV secolo. Possiede estese perdite di colore soprattutto nella parte inferiore della zona centrale; altre perdite di colore interessano i riquadri narrativi senza tuttavia comprometterne la leggibilità. La tavola proviene dalla scomparsa chiesa di San Giuseppe, demolita dopo i bombardamenti del 1943
- Una custodia marmorea Antonello Gagini (1523), terminata dai figli Antonino e Giacomo e collocata nell'altare del Sacramento. In tempi recenti l'opera venne scomposta: il tabernacolo e la Pietà vennero reimpiegati nell'altare del Crocifisso, nel transetto destro, mentre il dossale – quattro riquadri rettangolari con bassorilievi di scene della Passione – murato nelle pareti.[1]
- Sulla spalliera dell’altare principale due pannelli raffiguranti i miracoli del Santo.[6]
- Tre conci scolpiti a bassorilievo di cui non si conosce la provenienza. Il bassorilievo scolpito sul primo concio risulta di difficile lettura. Il secondo concio, di forma pentagonale che probabilmente, in origine, costituiva la chiave di volta di una struttura ad arco, reca scolpita una sirena, ricorrente spesso nelle chiese romaniche. Sul terzo concio sono scolpite due viverne con lunghe code annodate alle spalle di un uomo con le mani giunte e genuflesso in atto di supplica.[7]
- Un bel quadro di autore ignoto raffigurante San Michele Arcangelo, ritratto come un giovane guerriero alato,  sospeso sulle nuvole, con il corpo leggermente proteso in avanti, scruta le profondità che eruttano fuoco e fumo.  Accanto alla gamba sinistra di San Michele, parzialmente coperta dalle nuvole, s’intravede una monaca, con velo e soggolo bianchi, mentre sotto la nuvola, su cui l’Arcangelo, poggia la punta del piede, si distingue la mano sinistra della religiosa, al cui dito indice porta un anello d’oro.[8]

## Randazzo Vecchio

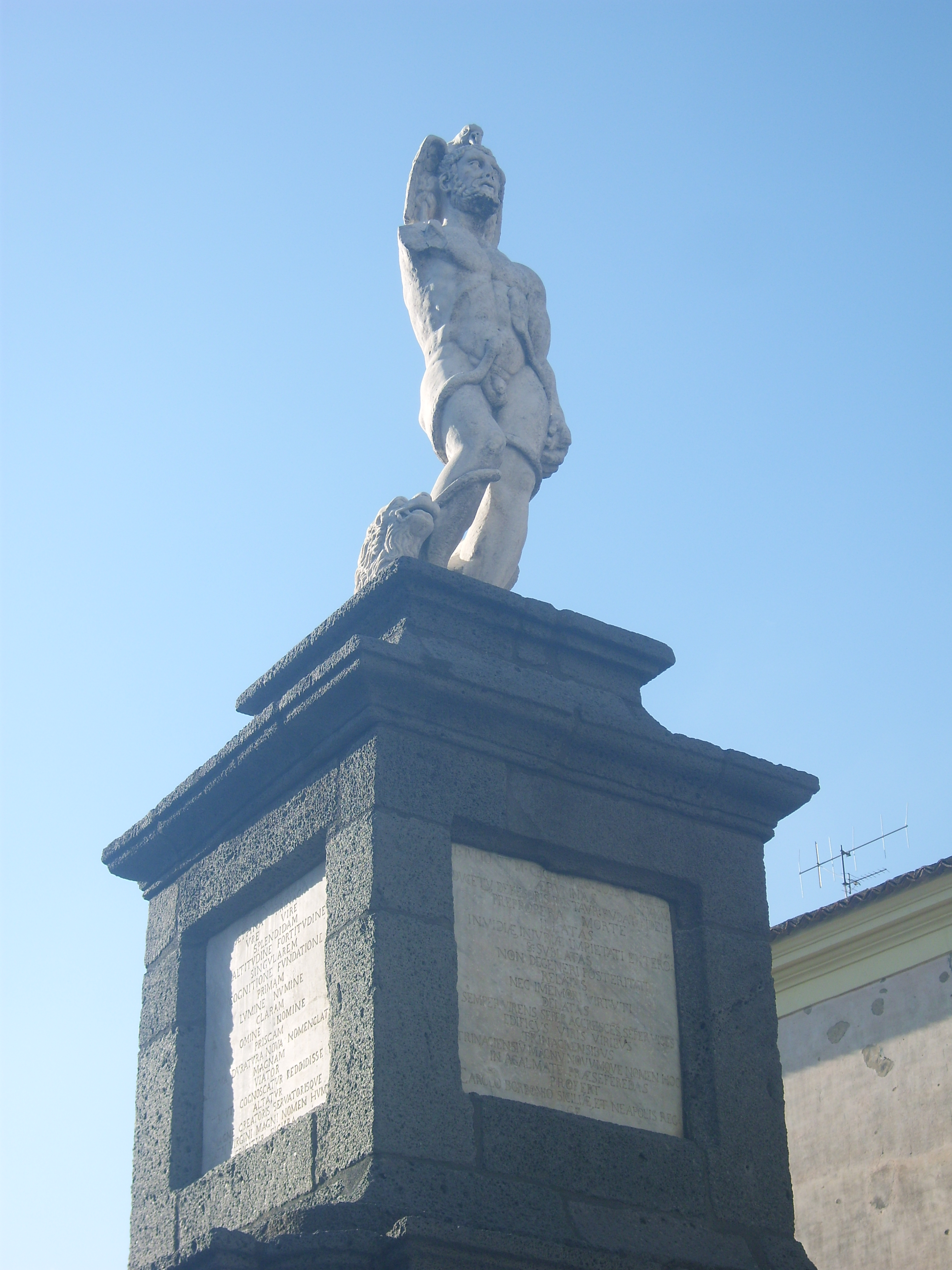
La statua di Randazzo Vecchio

Di fronte alla chiesa, su una base rettangolare, si trova una statua del Gigante Piracmone. L'attuale statua virile fu rifatta nel 1737 dopo che quella di origine normanna era andata in rovina, venendo quindi chiamata dai randazzesi "Rannazzu Vecchiu". Il braccio destro della statua si staccò durante i bombardamenti del 1943, e vani sono risultati i tentativi di ripristinarlo. Oltre al gigante sono presenti anche tre animali: l'aquila, il serpente e il leone. Secondo molti, dietro alla statua si nasconderebbero significati alchemici. I resti della prima statua in arenaria (un leone, un’aquila e un berretto frigio), si trovano murati sulla parete settentrionale della chiesa.